# 642 (tal)
642 är det naturliga heltal som följer 641 och följs av 643.

## Matematiska egenskaper
- 642 är ett jämnt tal.
- 642 är ett sammansatt tal.
- 642 är ett Ymnigt tal.
- 642 är ett Sfeniskt tal.

## Inom vetenskapen
- 642 Clara, en asteroid.